# Protestos estudantis no Brasil em 2019
Os protestos estudantis no Brasil em 2019, conhecidos popularmente como Tsunâmi da Educação, ocorreram nos dias 15 de maio, 30 de maio, e 13 de agosto sendo a primeira grande mobilização contra o Governo Jair Bolsonaro. Devido a cortes na educação do ensino básico ao superior e congelamentos nas áreas de desenvolvimento de ciência e tecnologia houve paralisação no ensino superior e básico, acompanhado de protestos liderados por estudantes e profissionais da educação.
A União Nacional dos Estudantes (UNE), União Brasileira dos Estudantes Secundaristas (UBES) e sindicatos convocaram as manifestações, às quais aderiram outras entidades e instituições. Os protestos relacionam-se aos bloqueios no orçamento da educação e da pesquisa, decretados pelo ministro Abraham Weintraub. Na educação, os cortes do governo alcançam 7,4 bilhões de reais. Investimentos em pesquisa, como bolsas da Coordenação de Aperfeiçoamento de Pessoal de Nível Superior (CAPES), foram cortados, afetando futuros pesquisadores. Enquanto as polícias militares dos estados não estimaram o número de manifestantes, a UNE afirmou que houve 1,8 milhão de pessoas nas ruas em mais de 200 cidades de todos os estados do país e Distrito Federal.

## Contexto

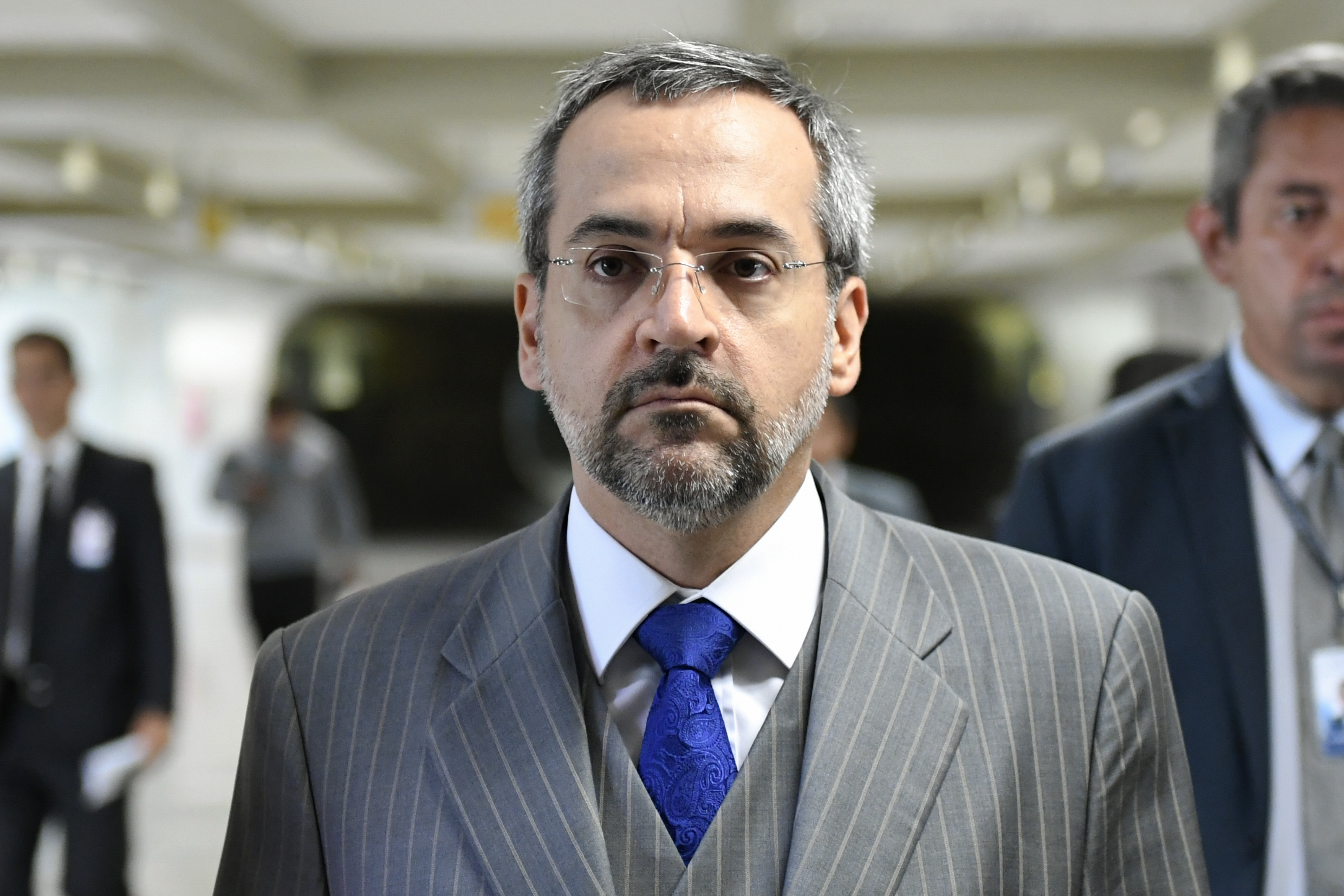
Abraham Weintraub, o então ministro da Educação durante o período de protestos.

No final de abril, a nova gestão do Ministério da Educação (MEC), sob o comando de Abraham Weintraub, anunciou o bloqueio de 30% na verba das instituições de ensino federais, entre as 60 universidades e os quase 40 institutos em todo o país. Inicialmente, o ministro havia anunciado o corte de de verbas da UFF, Ufba e UnB, que, segundo ele, "estiverem fazendo balbúrdia", expressão que irritou pesquisadores e considerada infeliz por integrantes do governo. Posteriormente, o corte foi ampliado para todas as universidades federais. De acordo com a Associação Nacional dos Dirigentes das Instituições Federais de Ensino Superior (Andifes), o contingenciamento atingiu 20% da verba para custeio (ou seja, serviços de manutenção, limpeza, segurança, entre outros), e 90% da verba de investimento (custos de uma obra, reforma ou construção, por exemplo). Esses custos, para o governo, são considerados despesas discricionárias, ou seja, não são obrigatórias, com o bloqueio correspondendo a cerca de 3,5% do orçamento total, que estariam sendo "segurados" para serem liberados após setembro. Em maio, o MEC anunciou que também estudava "descentralizar" investimentos aos cursos de filosofia e sociologia, o que mobilizou um manifesto contrário à proposta assinado por representantes de universidades com prestígio mundial, como Harvard, Yale, MIT, Oxford, Cambridge, Sorbonne, Columbia e Berkeley.

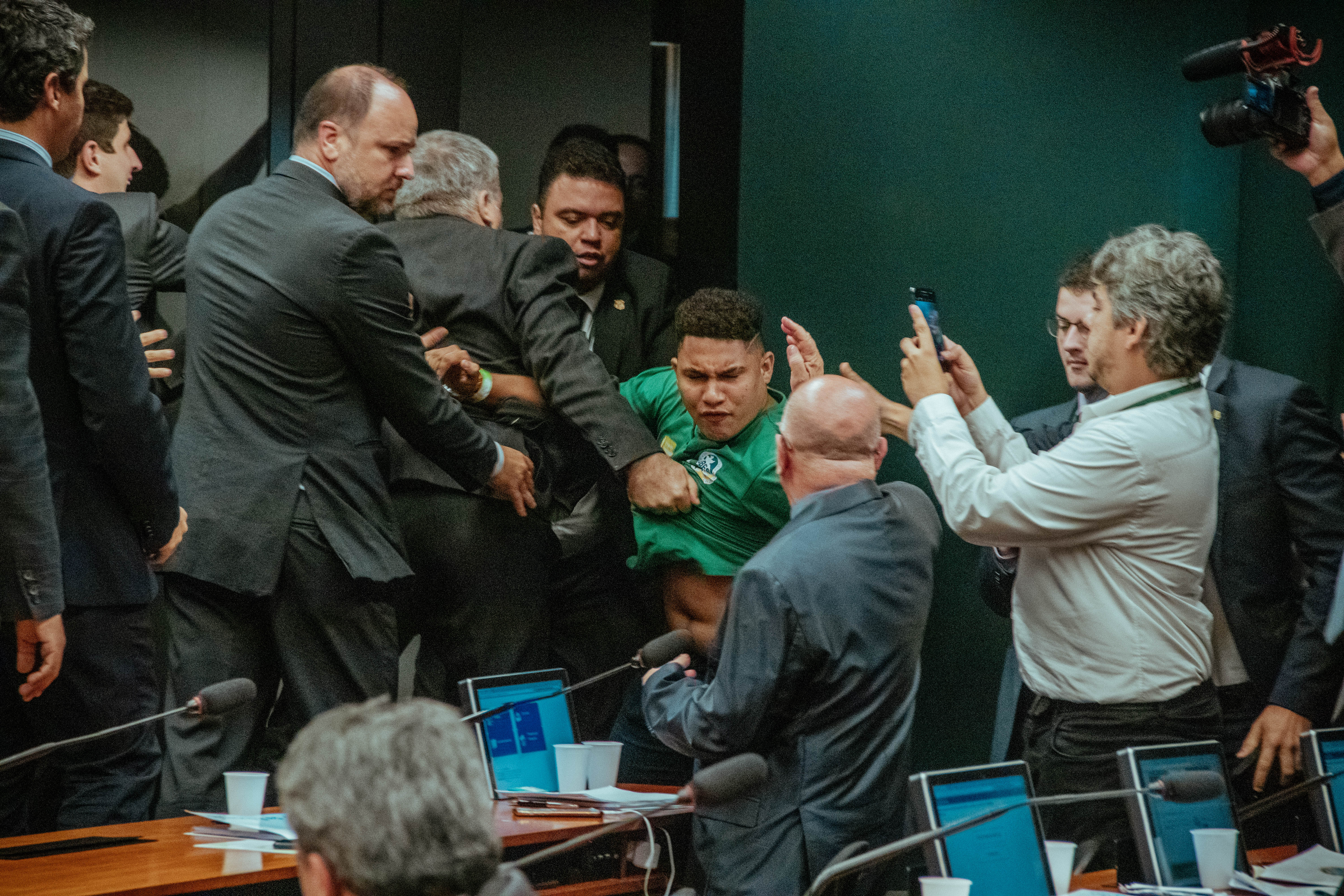
Guardas e deputados da base do governo tentam retirar o então presidente da UBES, Pedro Gorki, do plenário da Comissão de Educação da Câmara. Uma imagem que chocou o Brasil e potencializou as manifestações estudantis.

O ministro da educação foi convocado para o congresso para dar explicações acerca do corte no setor, após votação favorável a convocação por parte de 307 deputados, contra 82. A sessão ocorreu ao mesmo tempo em que aconteciam os protestos pelo Brasil.

## Protestos

### 15 de maio

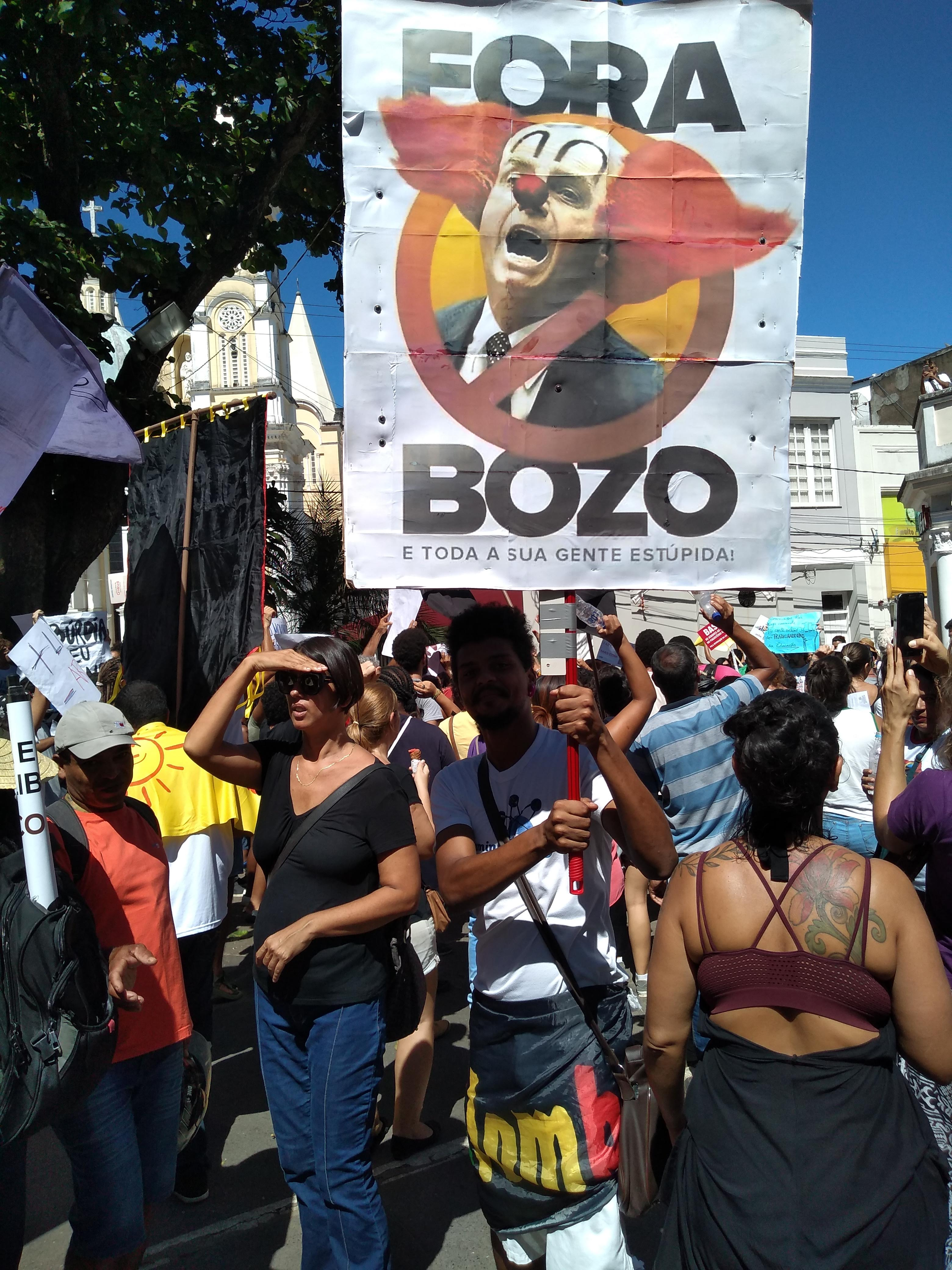
Manifestante com cartaz em Ilhéus, Bahia.

No dia 15 de Maio, um deputado da base aliada de Bolsonaro, Capitão Wagner, viu o presidente ligando para seu ministro, Weintraub, dizendo que não haveria nenhum corte de verba, o que deu a entender que o governo recuou, algo que era corriqueiro nos seus primeiros dias; mais tarde, o ministro, em uma audiência na Câmara dos Deputados, disse que Bolsonaro foi ouvido conversando com ele, e não ele conversando com Bolsonaro, dizendo que os cortes iriam acontecer. Wagner disse que não foi ele quem criou um boato, mas sim, o próprio governo, que voltou atrás.
Entre as palavras de ordem usadas pelos manifestantes incluem-se: "Tira tesoura da mão e investe na educação" e "Não é mole não, tem dinheiro pra milícia, mas não tem pra educação", em alusão a um possível envolvimento de Bolsonaro com as milícias e o Caso Queiroz.
Segundo a UNE, 500 mil manifestantes compareceram na avenida paulista, e no total, compareceram 1,5 milhão em todo o país. Estudantes também lotaram a cinelândia, na cidade do Rio de Janeiro, com 150 mil manifestantes segundo organizadores. Ao final do protesto, houve confronto entre policiais e manifestantes, com um ônibus incendiado. Manifestantes dispararam fogos e rojões, e policiais militares dispararam bombas de efeito moral e gás lacrimogênio. Em Belo Horizonte, Minas Gerais, organizadores estimaram a presença de 250 mil manifestantes. Em Brasília e Recife organizadores estimaram o comparecimento de pelo menos 50 mil manifestantes cada, enquanto que em Salvador, Fortaleza e Natal organizadores estimaram o comparecimento de 100 mil manifestantes cada.

### 30 de maio

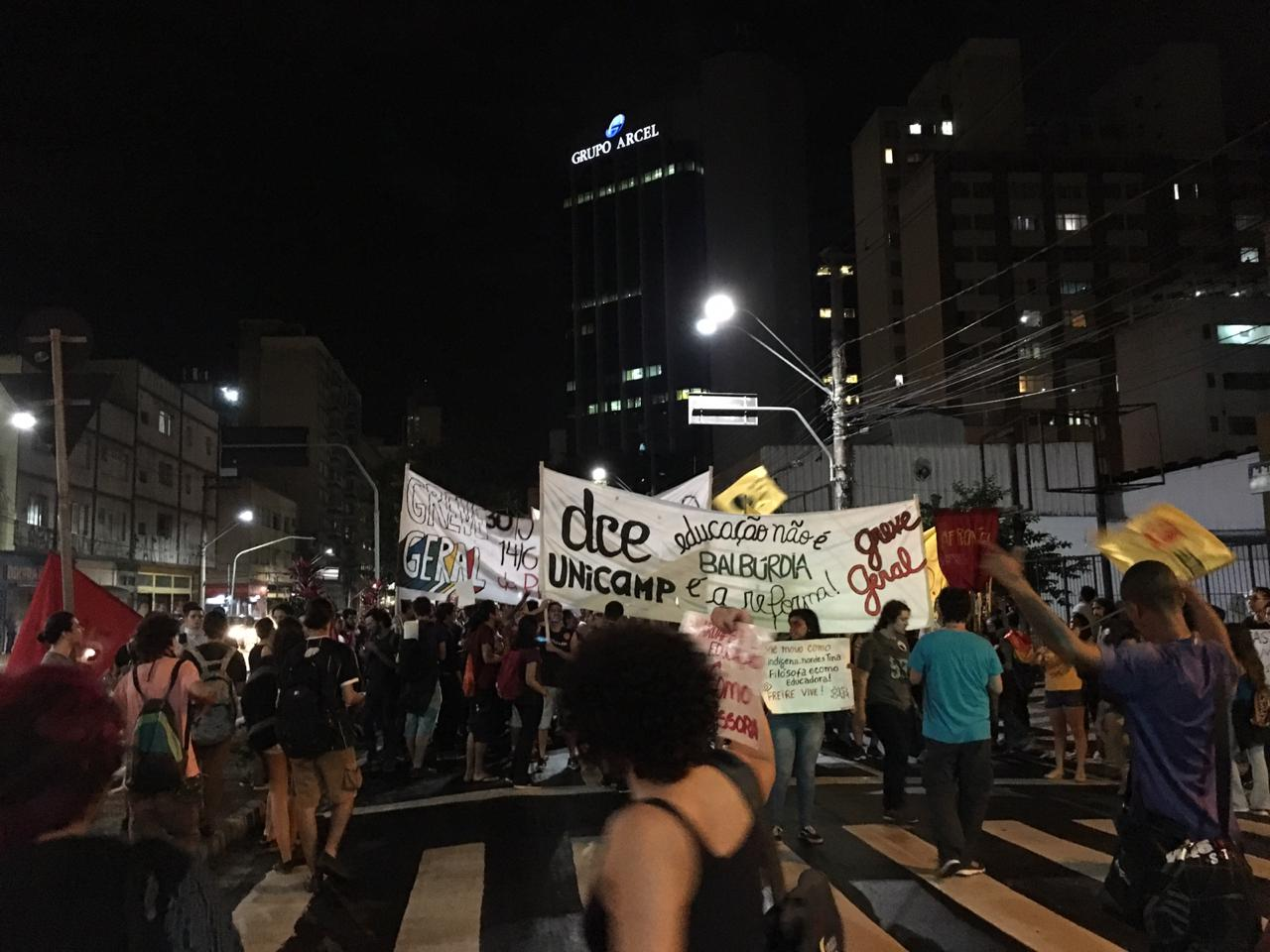
A manifestação em Campinas, São Paulo aconteceu à noite.

A União Nacional dos Estudantes e a União Brasileira dos Estudantes Secundaristas convocaram um novo protesto para o dia 30 de maio.
Segundo estimativa dos organizadores, atos de 30 de maio se espalharam por 183 cidades de 22 estados, mais o Distrito Federal, e reuniram cerca de dois milhões de manifestantes. Segundo estimativa feita pelo G1, manifestações ocorreram em 136 cidades de 25 estados mais o Distrito Federal. Manifestações em Salvador e em Brasília tiveram inicio pela manhã, e organizadores estimaram o comparecimento de 40 mil e 30 mil respectivamente. Pela tarde, houve manifestações em Recife, Pernambuco, onde organizadores estimaram o comparecimento de 100 mil manifestantes, e em São Luís, no Maranhão, onde estimaram a presença de 30 mil manifestantes. Maior parte das manifestações ocorreram ao fim da tarde e inicio da noite, como na cidade do Rio de Janeiro, onde organizadores estimaram o comparecimento de 100 mil manifestantes que se reuniram na candelária de onde partiram em marcha até a Cinelândia, e na cidade de São Paulo, onde 300 mil compareceram no Largo da Batata e partiram em marcha até a Avenida Paulista.

### 14 de junho
Em meio aos atos do dia 30 de maio, foram convocadas novas manifestações no dia 14 de junho. Os protestos ocorreram mediante à greve geral convocada por centrais sindicais, unificando os movimentos estudantis e dos trabalhadores. Até às 20 horas do dia, 189 cidades de 26 estados e Distrito Federal tinham registrado protesto. 19 capitais brasileiras tiveram o sistema de ônibus afetado, mas considerando outros modais, a quantidade de capitais atingidas chegou a 21.

### 13 de agosto

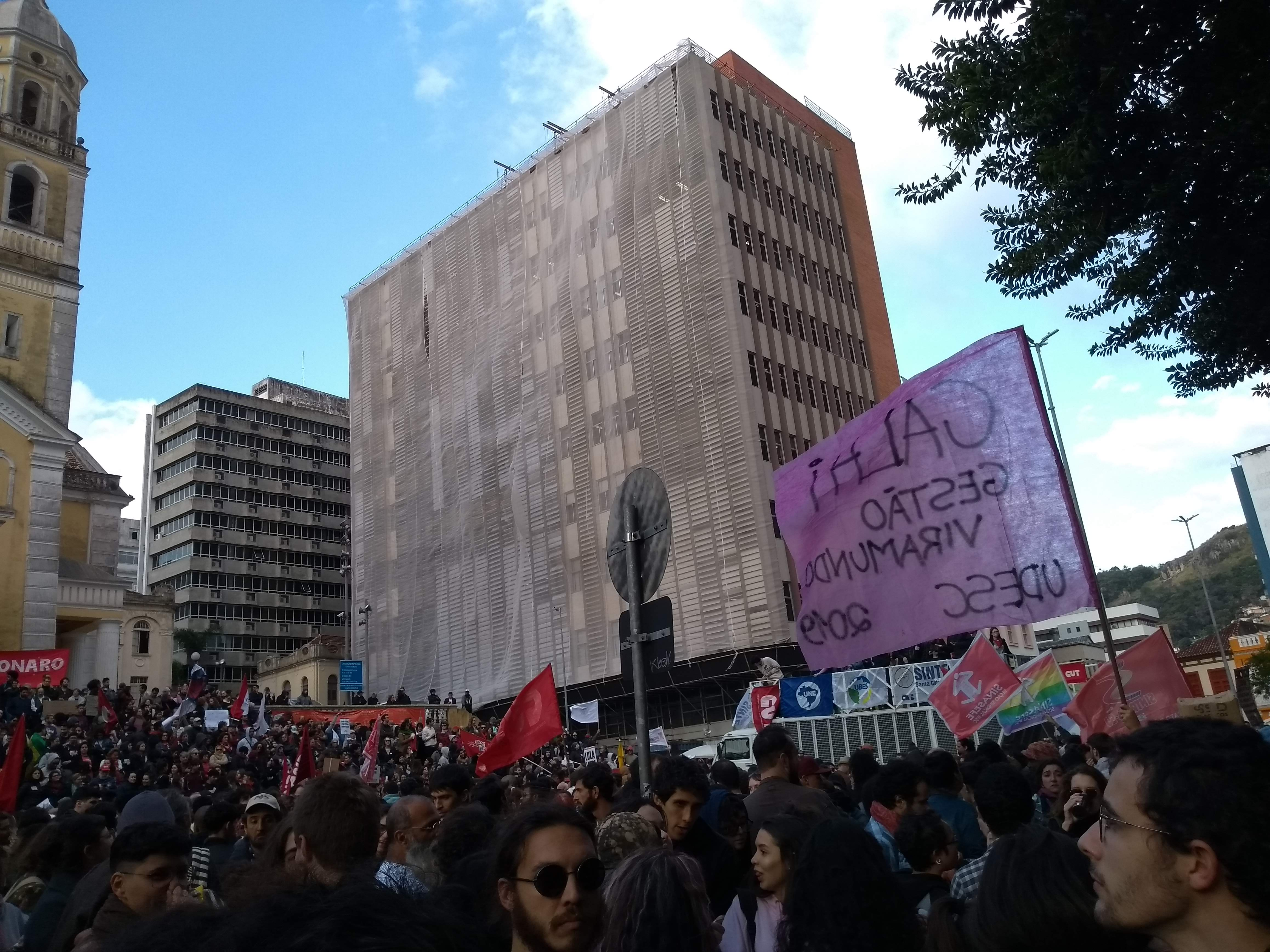
Protesto estudantil na cidade de Florianópolis no dia 13 de Agosto de 2019 contra a reforma da previdência e o corte de verbas da educação pública.

Convocado por entidades como a União Nacional dos Estudantes (UNE) e a União Brasileira dos Estudantes Secundaristas (Ubes), os protestos de 13 de agosto foram também contra a reforma da previdência que tramitava no Congresso. Foi a terceira mobilização a nível nacional contra o contingenciamento de verbas anunciado por Weintraub. (Os protestos de 14 de junho foram secundários, pois o principal foi a greve geral.) Em Brasília, o ministro da Justiça e da Segurança Pública Sergio Moro autorizou o uso da Força Nacional para proteger a Esplanada dos Ministérios.
Segundo os organizadores, 1,5 milhão compareceram às manifestações, que teriam ocorrido em 205 cidades de todos os estados, incluindo o Distrito Federal. Os organizadores também estimaram que, neste terceiro grande ato da educação, 100 mil manifestantes ocuparam a avenida paulista na cidade de São Paulo. Organizadores também estimaram o comparecimento de 35 mil estudantes em Salvador.

### 7 de setembro
Foram convocadas manifestações para o dia 7 de setembro, dia da independência do Brasil. No dia 3 de setembro o presidente Jair Bolsonaro pediu para que as pessoas saíssem às ruas de verde e amarelo para "mostrar ao mundo" que "a Amazônia é nossa", em decorrência da crise internacional provocada pelos incêndios florestais na Amazônia. Em resposta, a UNE e a UBES, vendo paralelos com o pedido do ex-presidente Fernando Collor, pediu a volta dos Caras-pintadas, e convocou os manifestantes a usarem preto, para simbolizar luto em relação a situação da Amazônia e da educação.

### 2 e 3 de outubro
Nos dias 2 e 3 de outubro a Diretoria Executiva da UNE e da UBES convocaram 48 horas de mobilização nacional. 

## Vitória do movimento
No dia 18 de outubro, o MEC anunciou o descontigenciamento total do orçamento da educação, liberando cerca de 1 bilhão de reais para a educação básica e superior. Apesar do Ministério ter alegado que voltaram atrás por conta de uma maior arrecadação da União, as entidades estudantis consideraram esse recuo como uma conquista das mobilizações que pressionaram o Governo pela manutenção do orçamento educacional.

## Mobilizações independentes

### Universidade Federal da Fronteira Sul (UFFS)
Na UFFS, cerca de 200 pessoas ocuparam a reitoria da instituição do dia 30 de agosto à 18 de setembro. O motivo foi a nomeação de Marcelo Recktenvald, terceiro colocado na consulta pública, como novo reitor da instituição.  
Em assembleias realizadas após o fim da ocupação, nos seis campi, a comunidade acadêmica da Universidade Federal da Fronteira do Sul (UFFS) aprovou por 94,22% o pedido de destituição de Marcelo Recktenvald. O Conselho Universitário da UFFS, órgão máximo deliberativo da instituição, deverá votar o pedido de destituição e, se aprovado, encaminhá-lo para o Ministério da Educação.  
No dia 17 de outubro, o Conselho Universitário aprovou a ata com pedido de destituição do reitor. 

## Reações
O presidente da república, Jair Bolsonaro, encontrava-se em Dallas, Estados Unidos, durante a primeira manifestação (do dia 15 de maio), de onde chamou os manifestantes de "idiotas úteis e massa de manobra", o que rendeu-lhe críticas.
O vice-presidente, Hamilton Mourão, disse que cortes ocorreram em outras ocasiões, e a falta de protestos nessas ocasiões, demonstram que houve politização das manifestações do dia.
O Movimento Brasil Livre (MBL), atuante nas manifestações pelo impeachment de Dilma Rousseff, reconheceu que a esquerda fez “a maior manifestação em anos”. A entidade também fez críticas aos cortes de gastos: "[...] O governo não pode continuar errando na política como está fazendo hoje”.

### Pesquisa de opinião
Uma semana após o fim dos protestos de 15 de maio, uma pesquisa de opinião mostrou que, para 57% dos entrevistados, os protestos tiveram importância; para 38% não tiveram importância, e outros 5% não responderam. Essa mesma pesquisa mostrou que, pela primeira vez, a rejeição ao governo Bolsonaro foi maior do que a aprovação.

### Manifestações a favor do governo
Em resposta aos protestos, apoiadores do governo Bolsonaro marcaram uma manifestação para o dia 26 de maio para defender o governo e as reformas. Marcelo Ramos, deputado federal pelo Amazonas, afirmou: “Esse protesto do dia 26 de maio é a coisa mais surreal que eu já vi na minha vida. É um protesto a favor da reforma da Previdência contra quem é a favor da reforma da Previdência. É um negócio sem pé nem cabeça. [...] Esse protesto é um protesto para gerar um clima de questionamento das instituições democráticas e criar um caos no país".
Em levantamento realizado pelo G1, os atos em apoio ao governo realizados no dia 26 de maio foram registrados em pelo menos 156 cidades em todos os estados brasileiros, mais o Distrito Federal. Entre as propostas defendidas estavam a reforma da previdência e o pacote anti-crime do ministro Sergio Moro. Grupos minoritários também pediam o fechamento do Congresso, o que é considerado um crime. As manifestações foram marcadas pelos ataques ao STF, ao presidente da Câmara dos Deputados, Rodrigo Maia (DEM-RJ), e ao "Centrão". A maioria dos manifestantes estavam vestidos de verde e amarelo e levavam a bandeira do Brasil.
Ao comentar as manifestações, Bolsonaro afirmouː "Hoje é um dia em que o povo está indo às ruas. Não para defender um presidente, um político ou quem quer que seja. Está indo para defender o futuro desta nação. Uma manifestação espontânea. Com uma pauta definida, com respeito às leis e às instituições, mas com o propósito de dar recado àqueles que teimam com velhas práticas não deixar que esse povo se liberte”. As declarações foram realizadas durante um culto, na Igreja Atitude, na Zona Oeste do Rio de Janeiro.

## Galeria

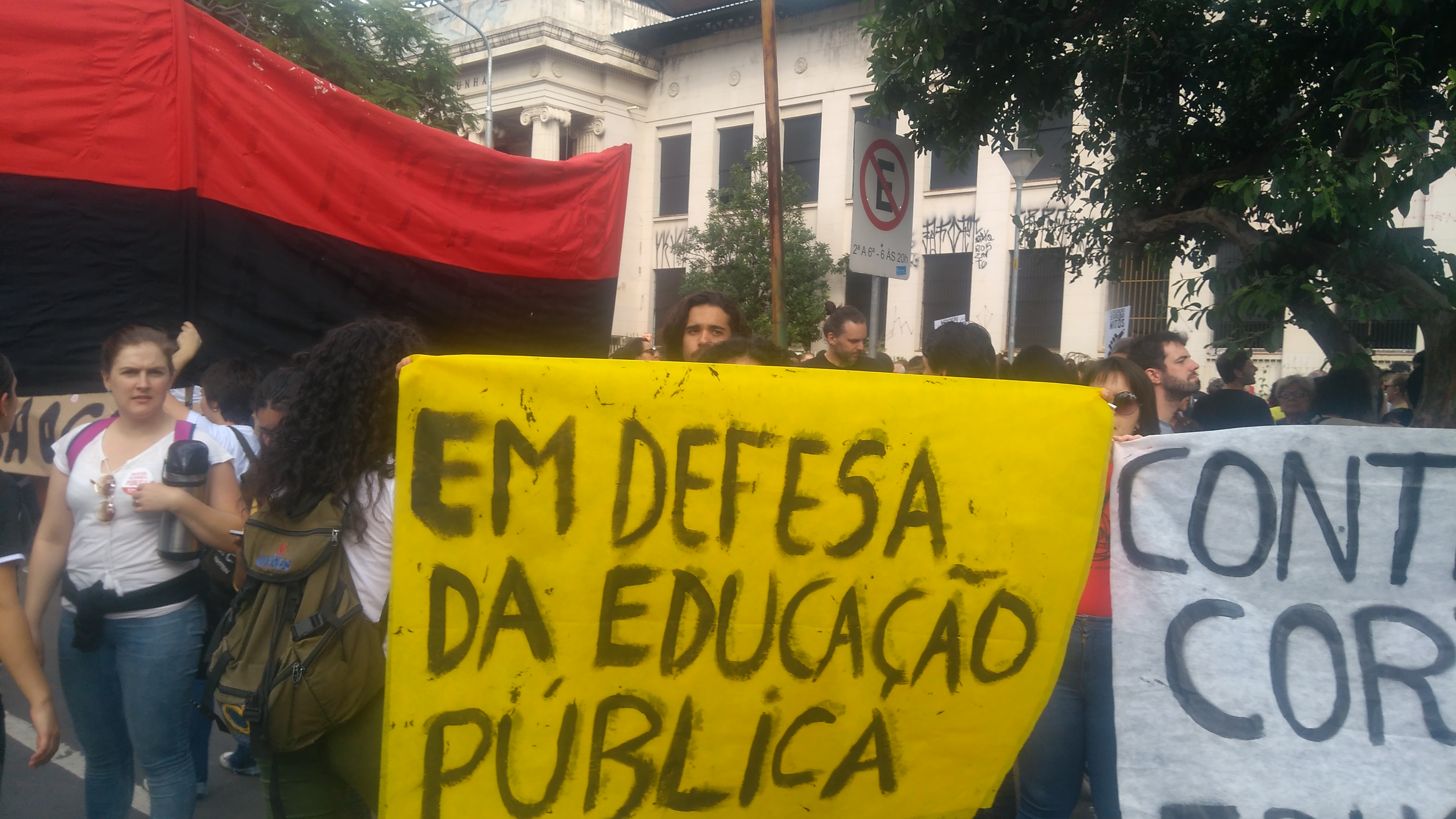
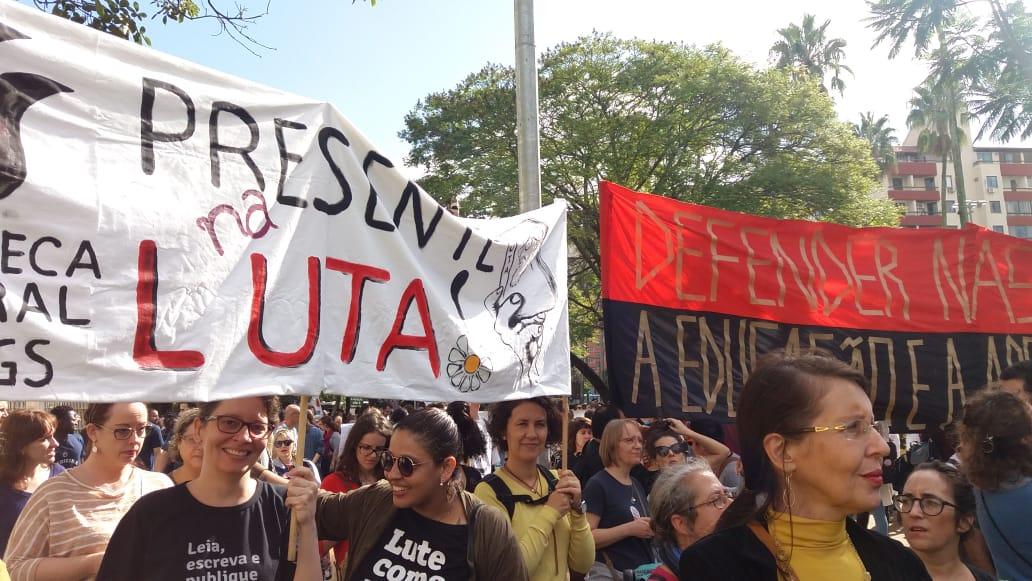
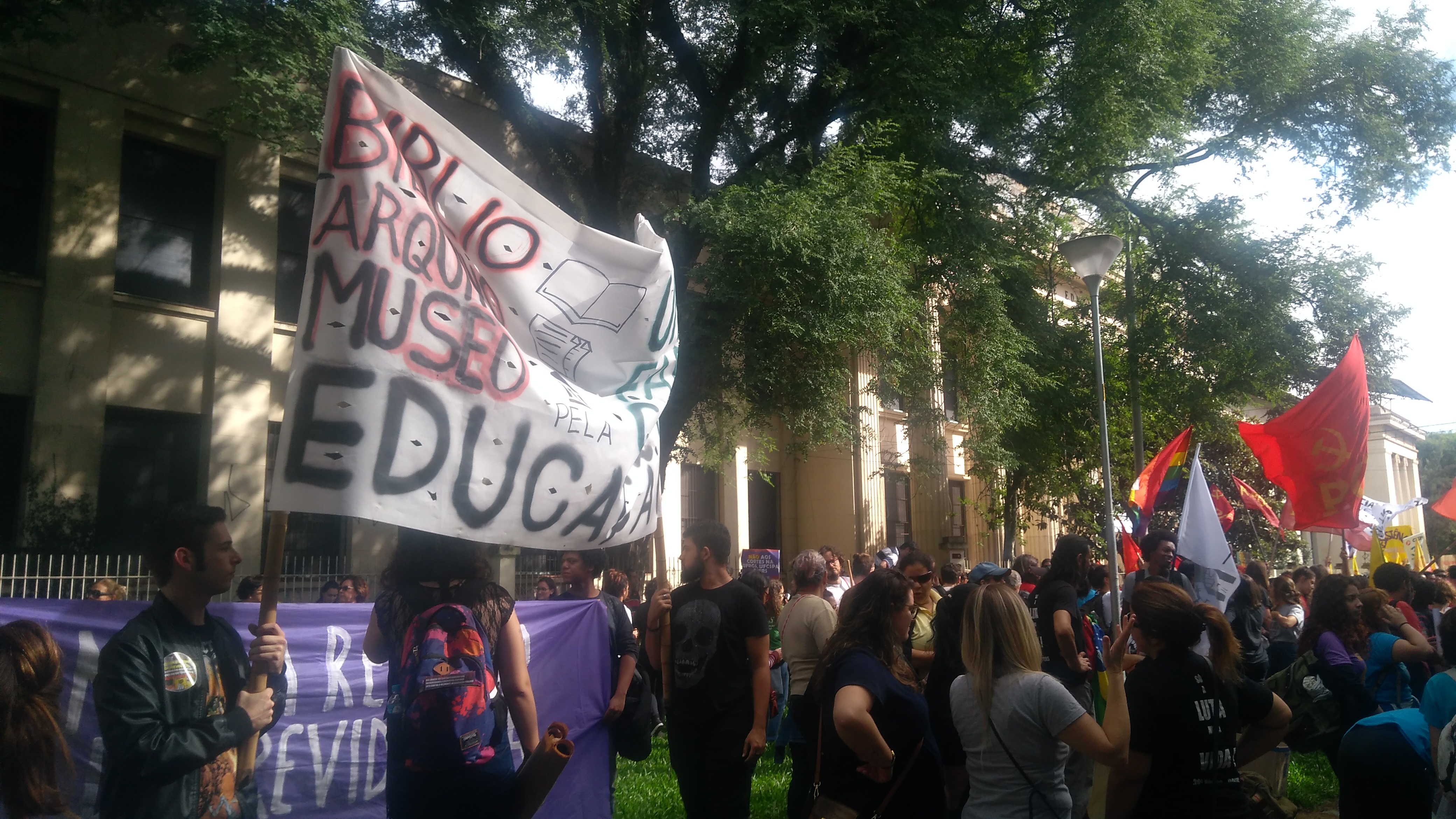
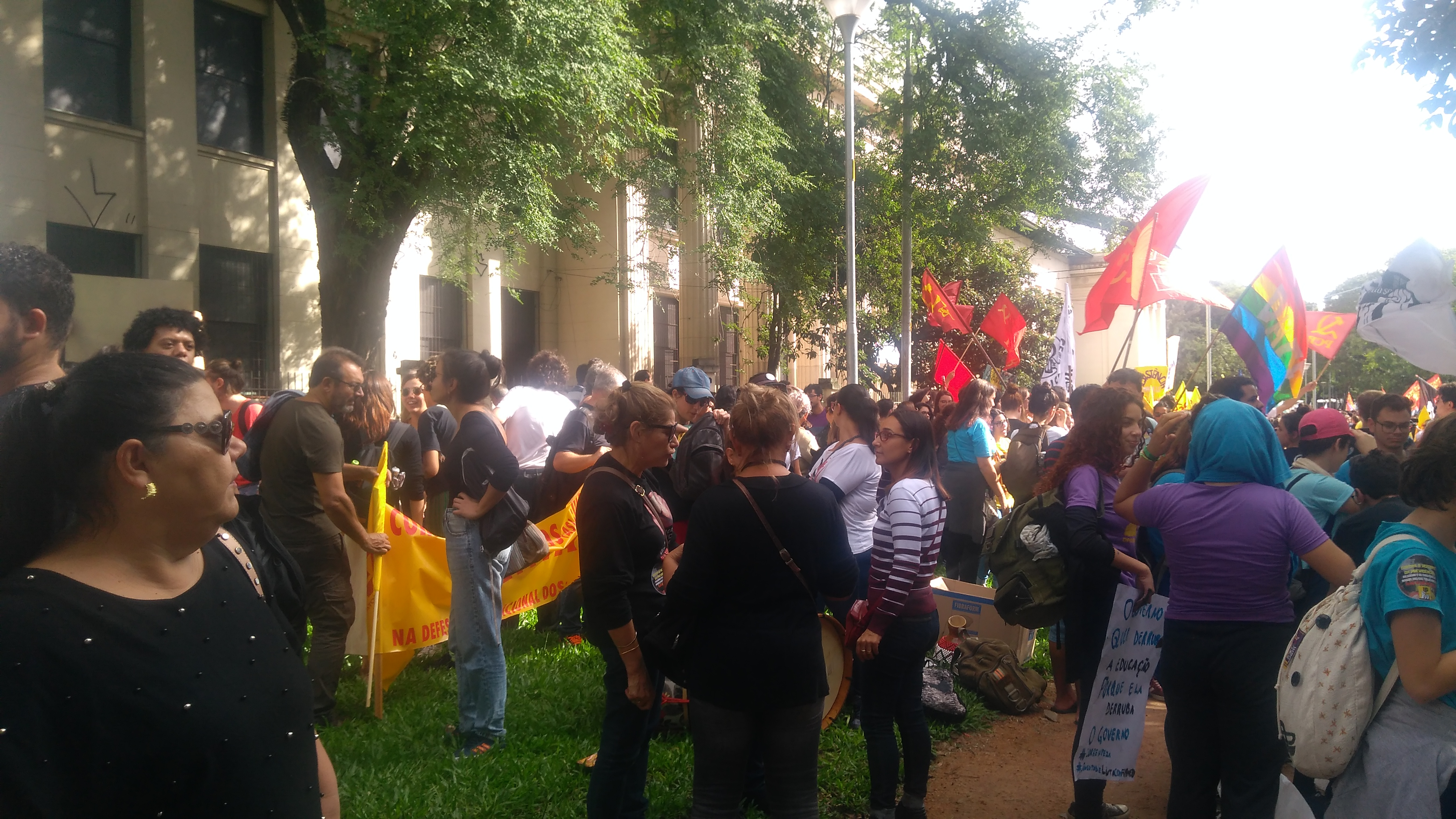

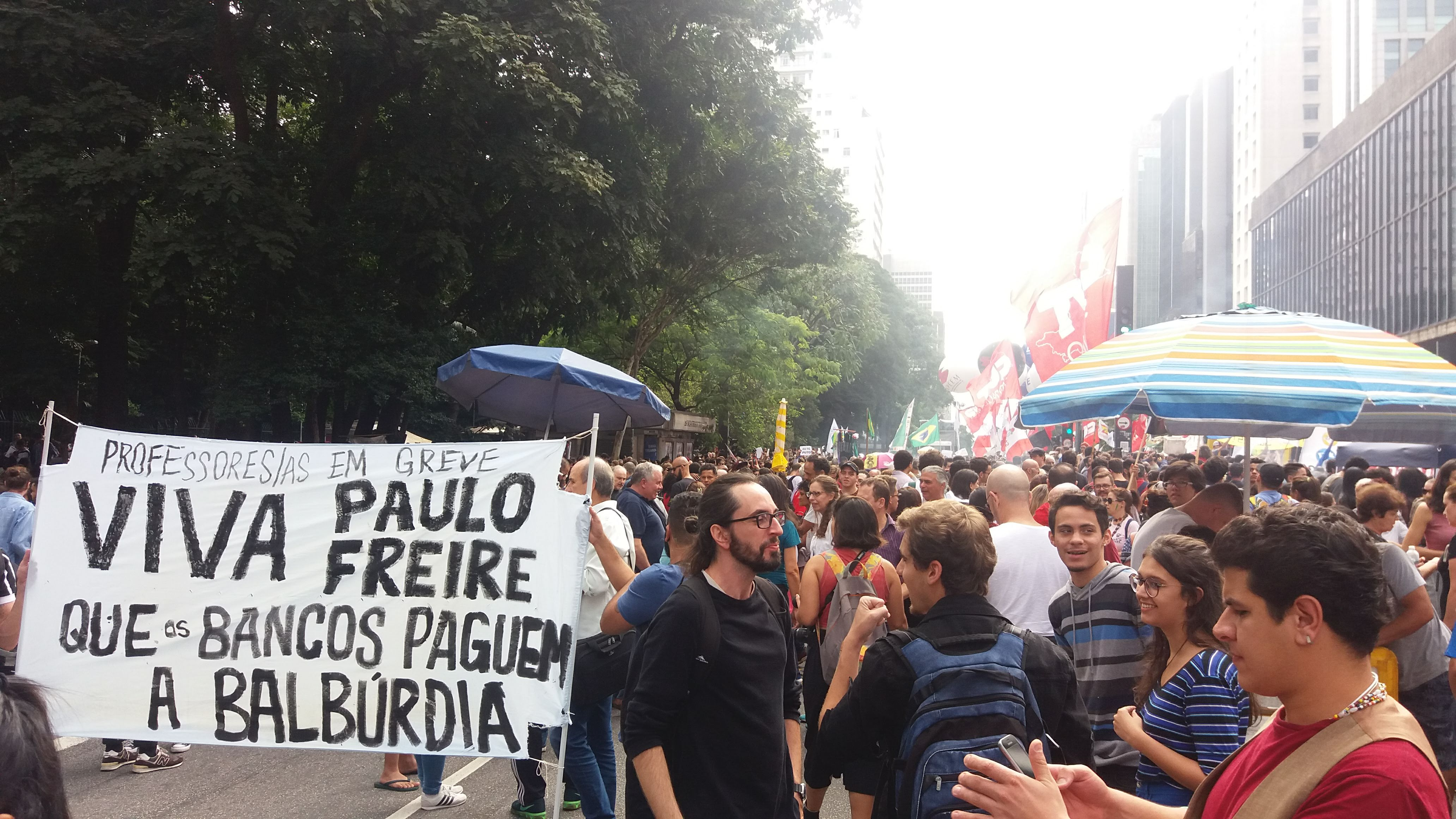
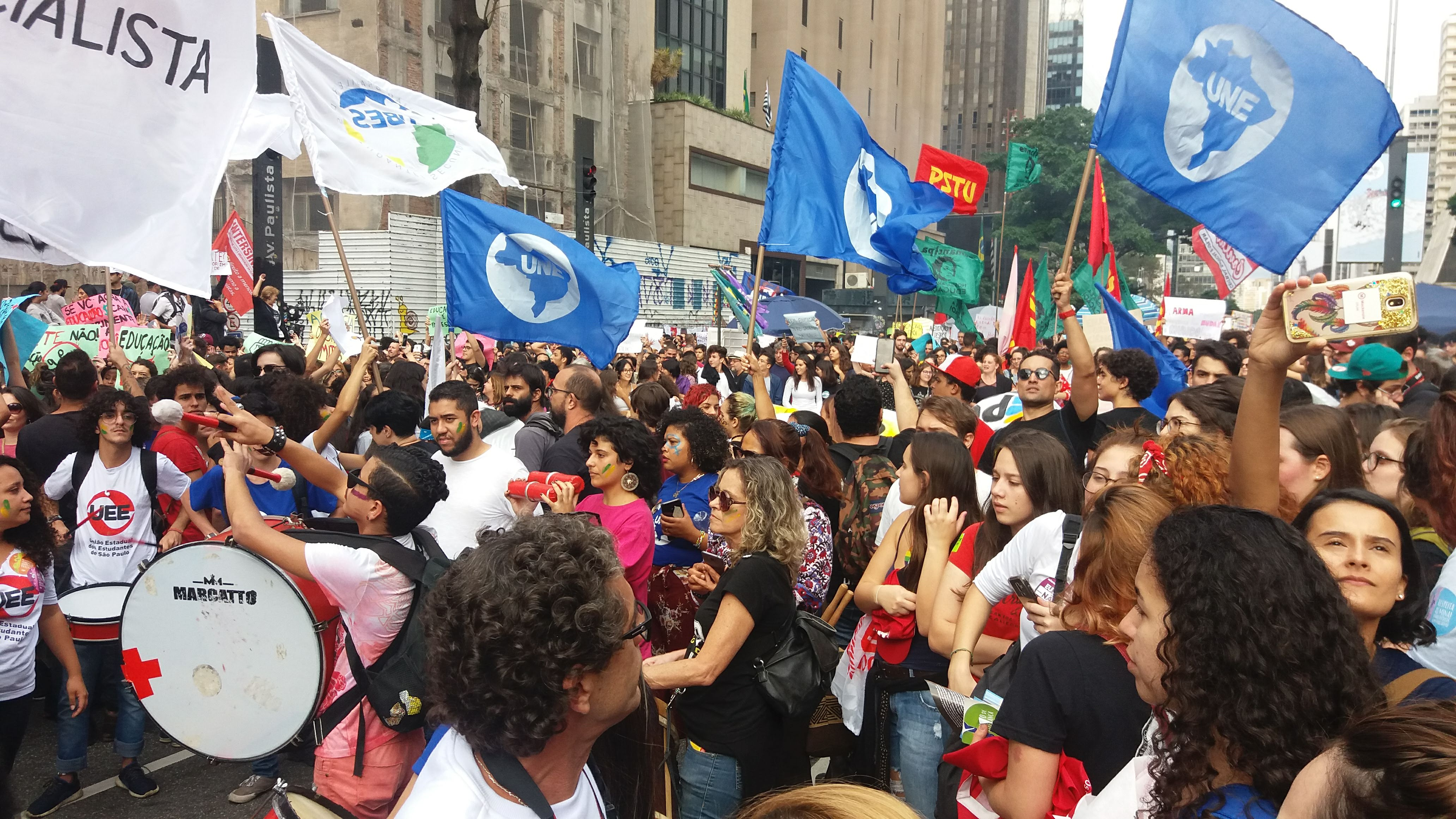
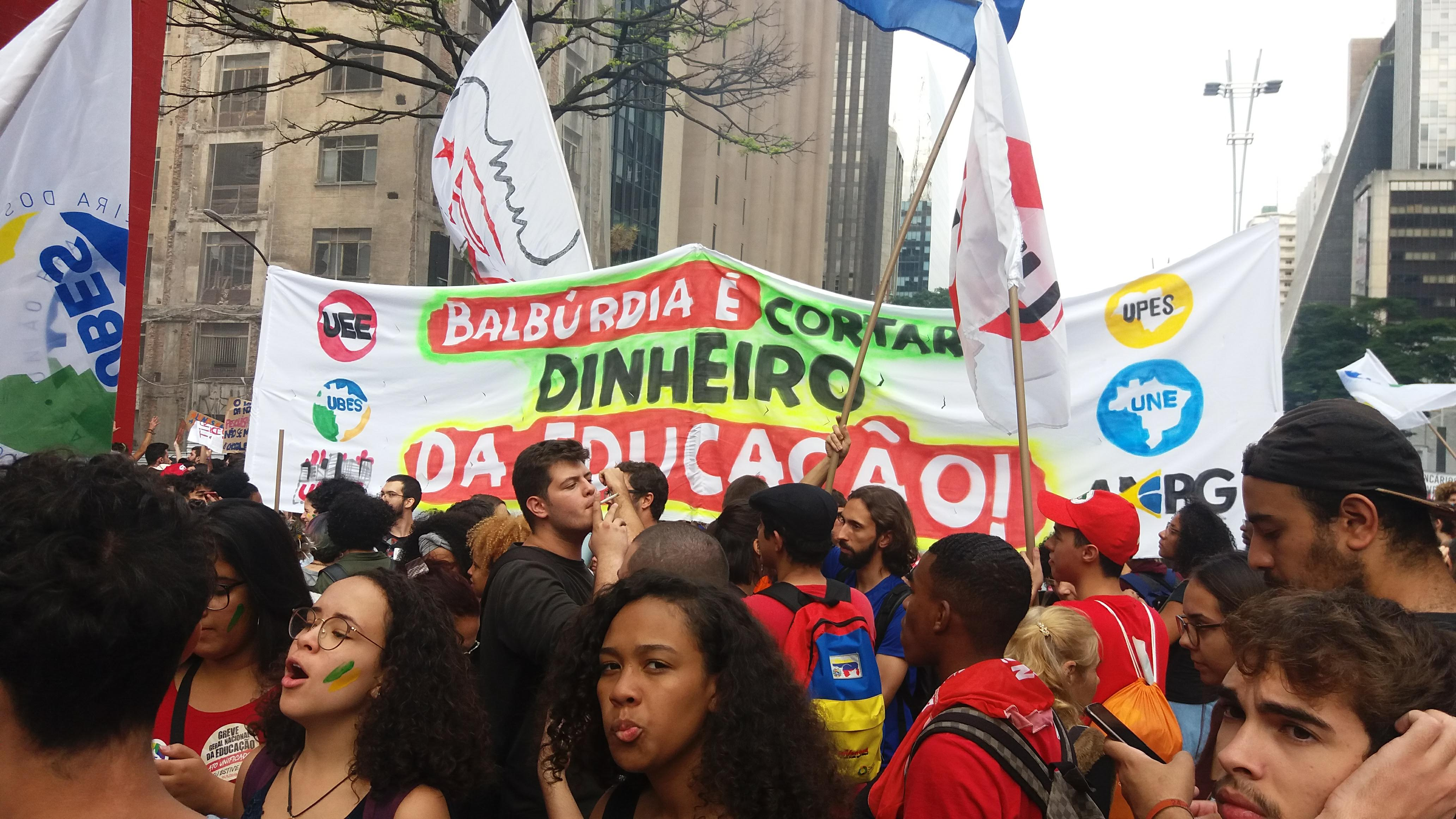
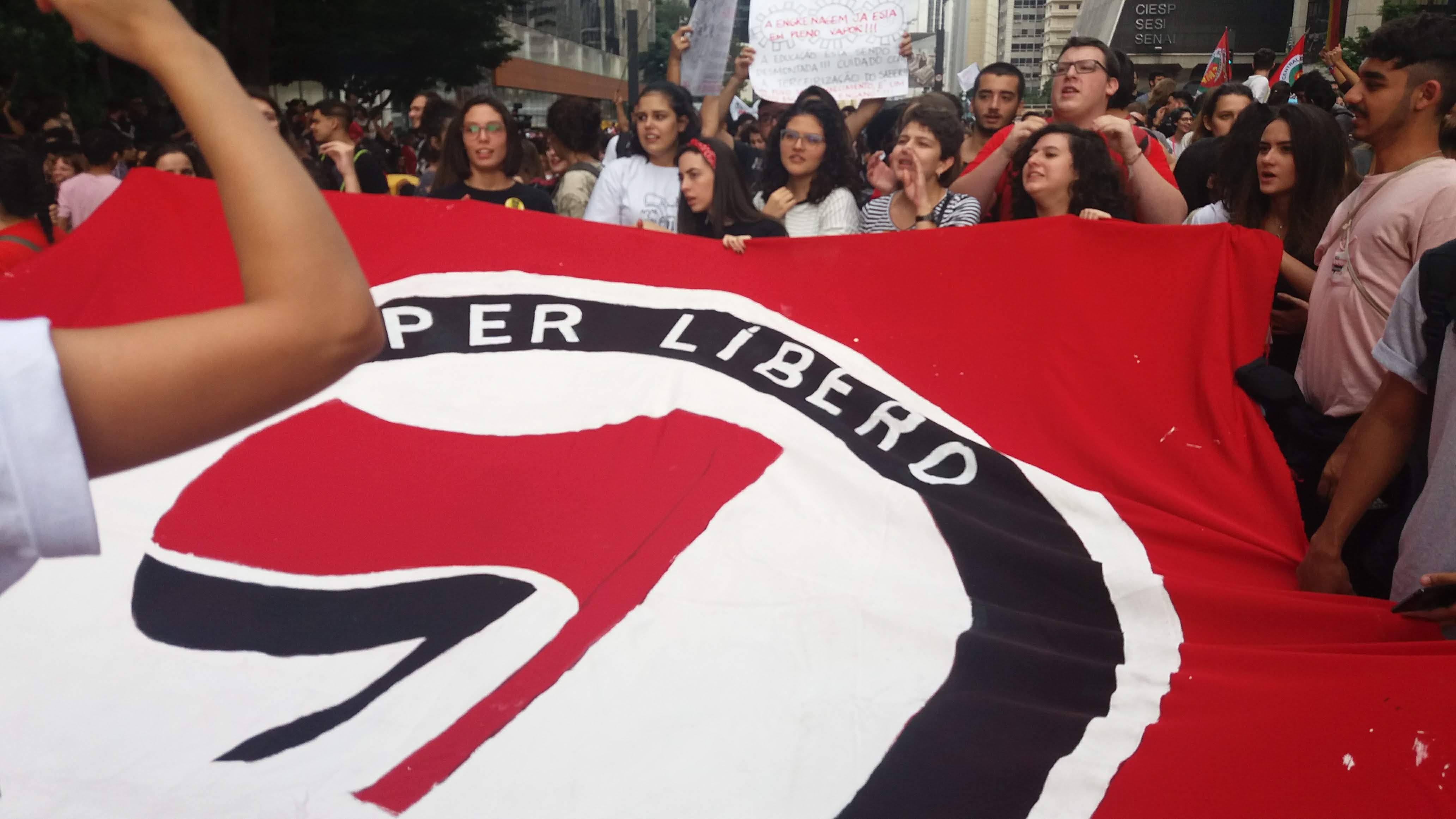

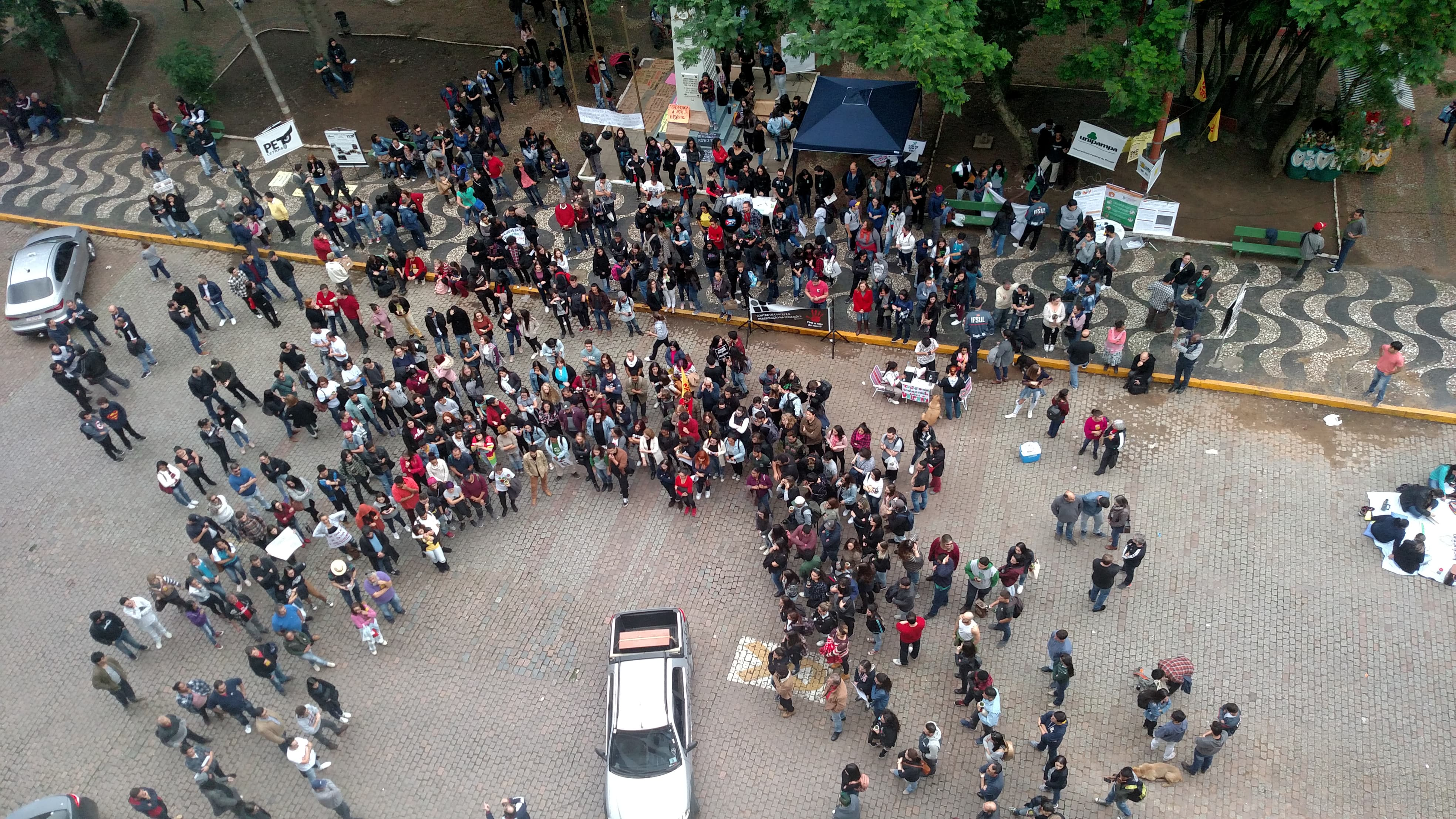
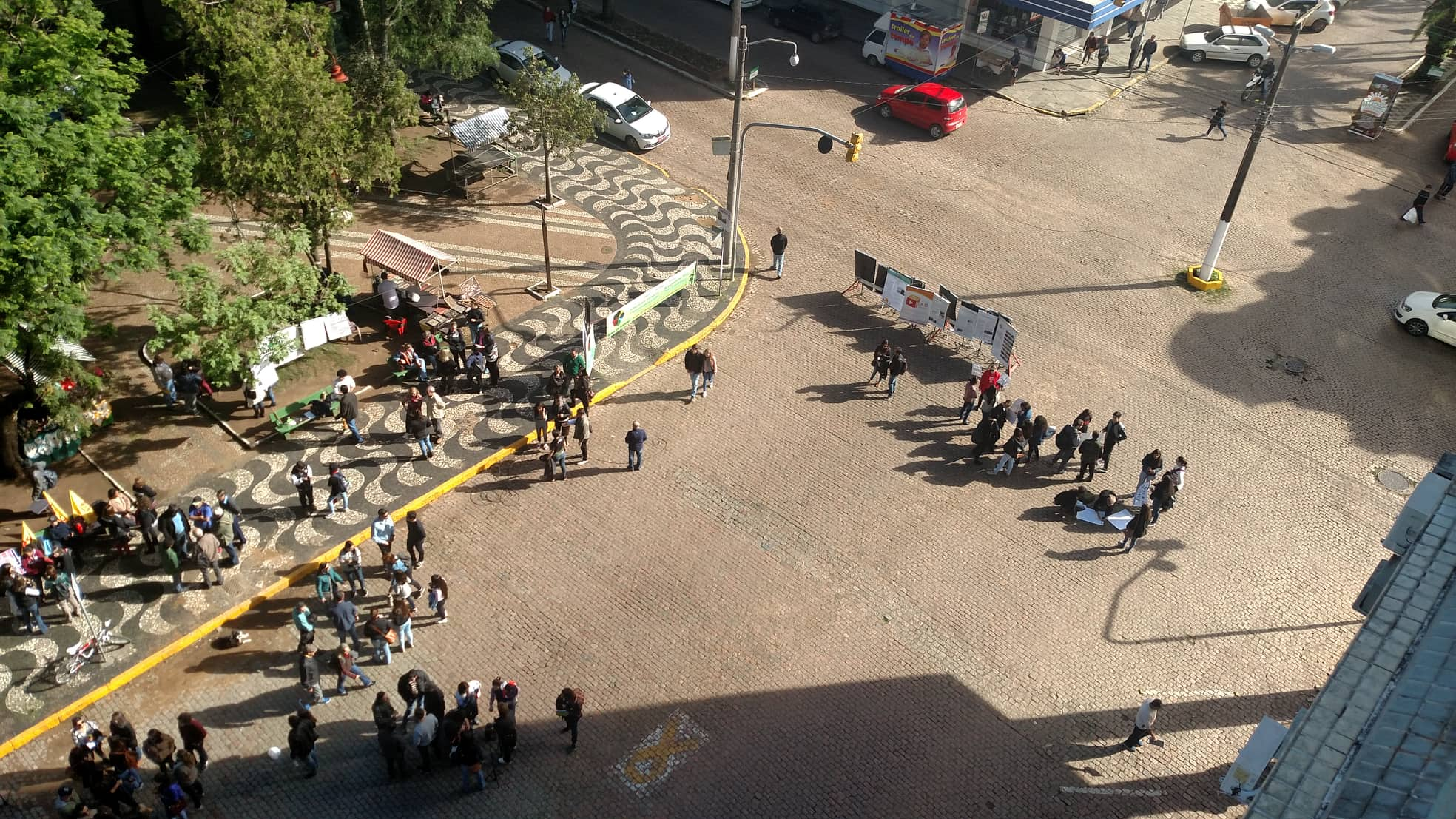
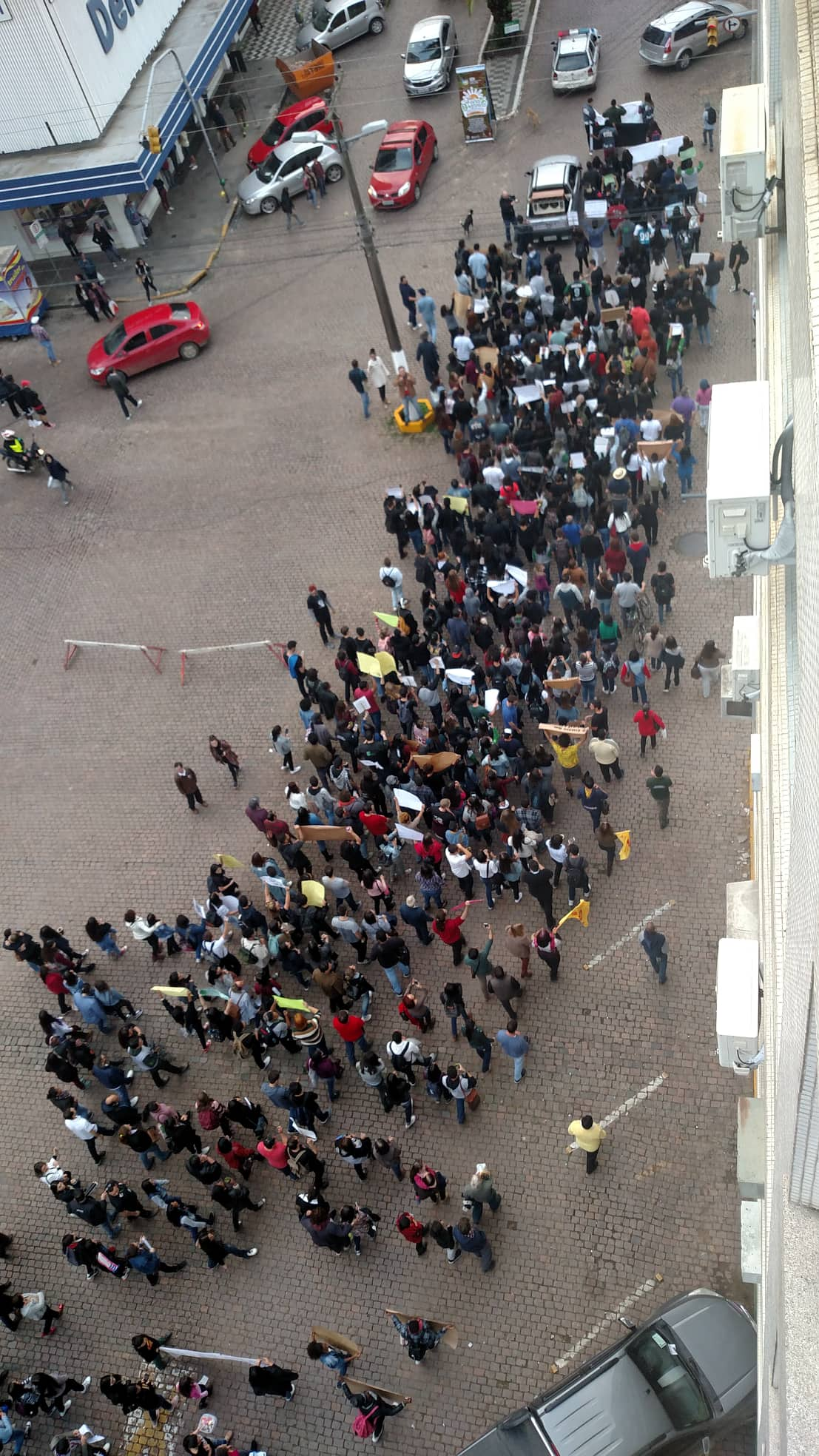
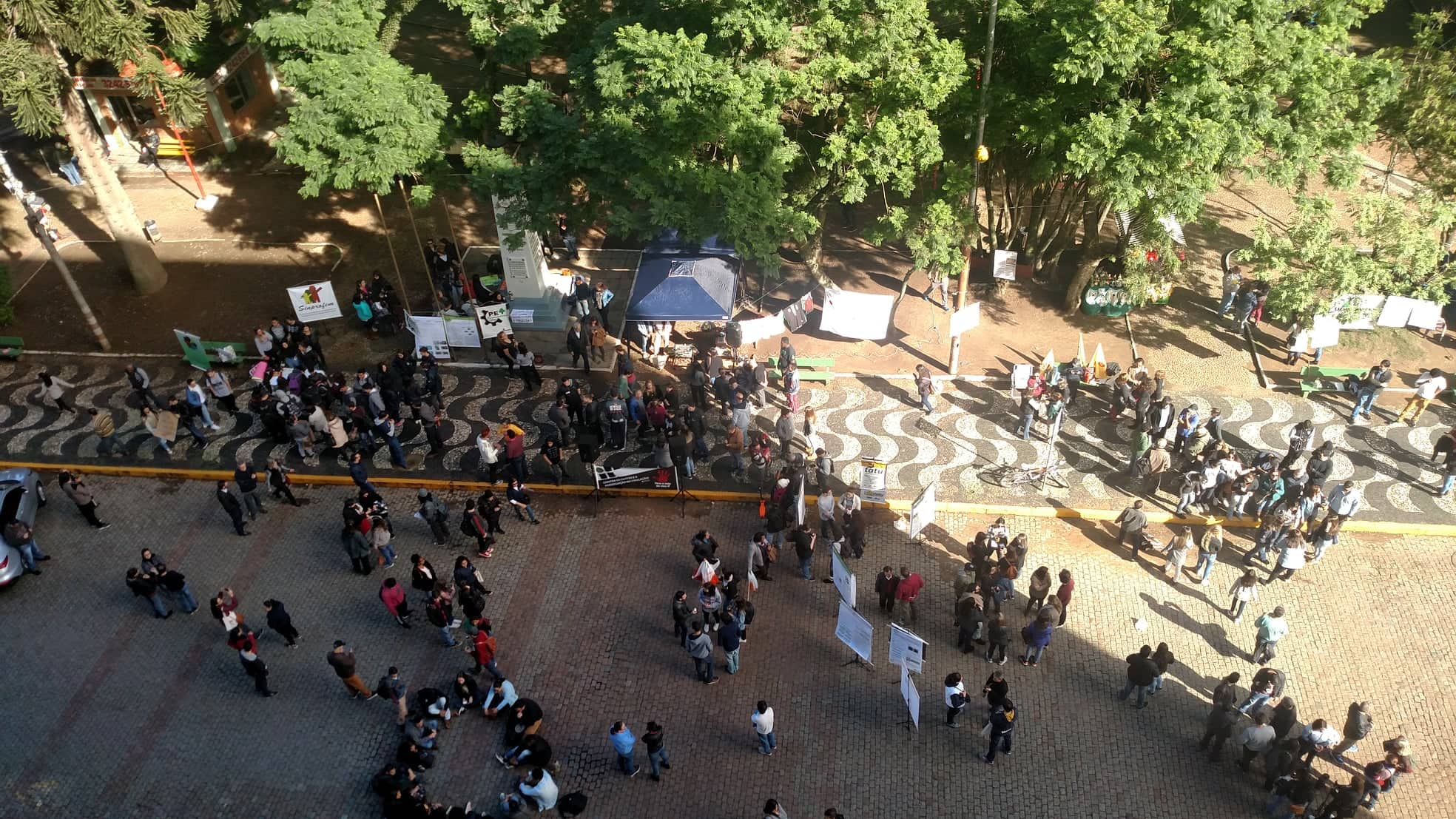

As manifestações a seguir são todas do dia 15 de maio.

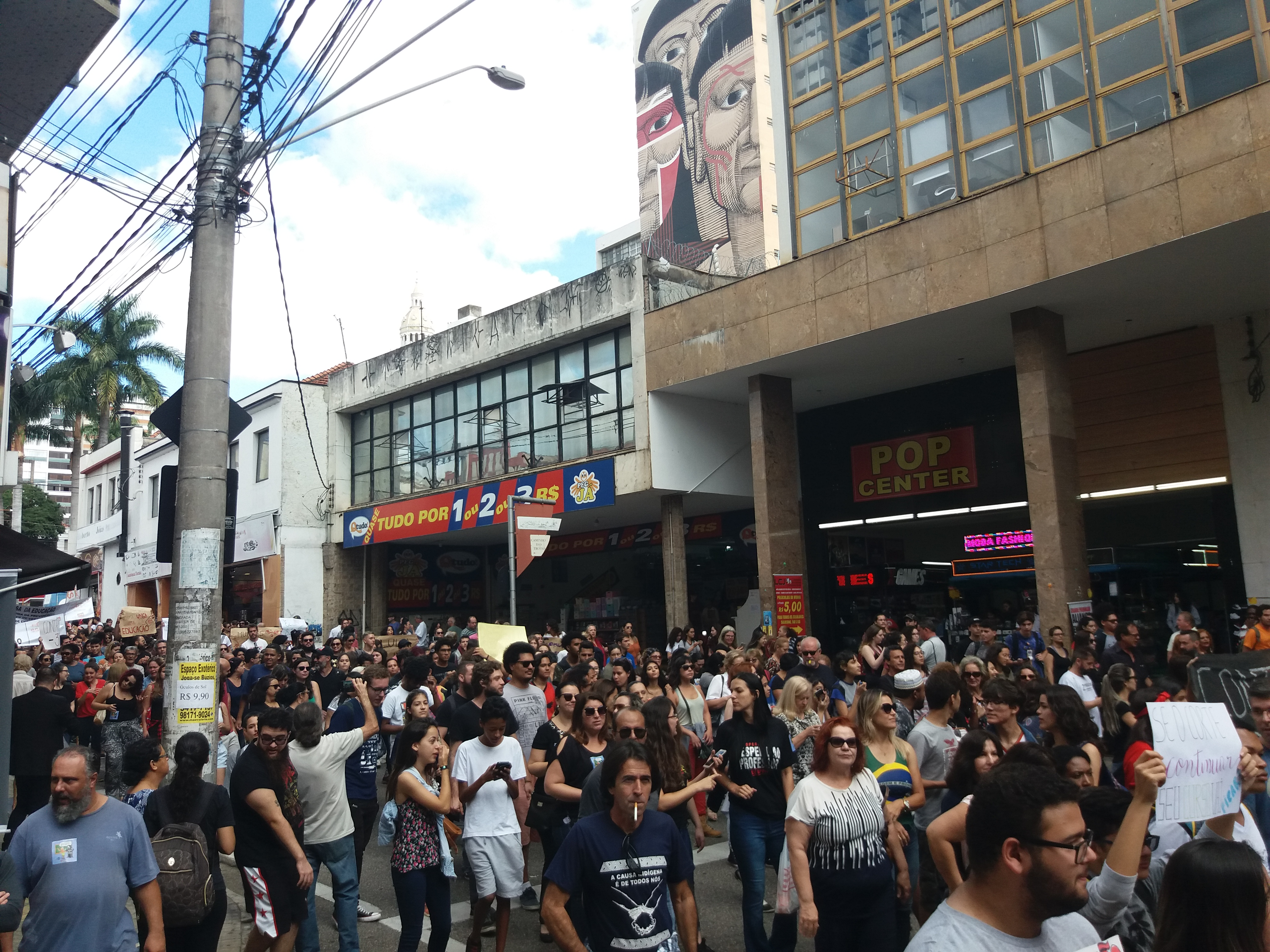
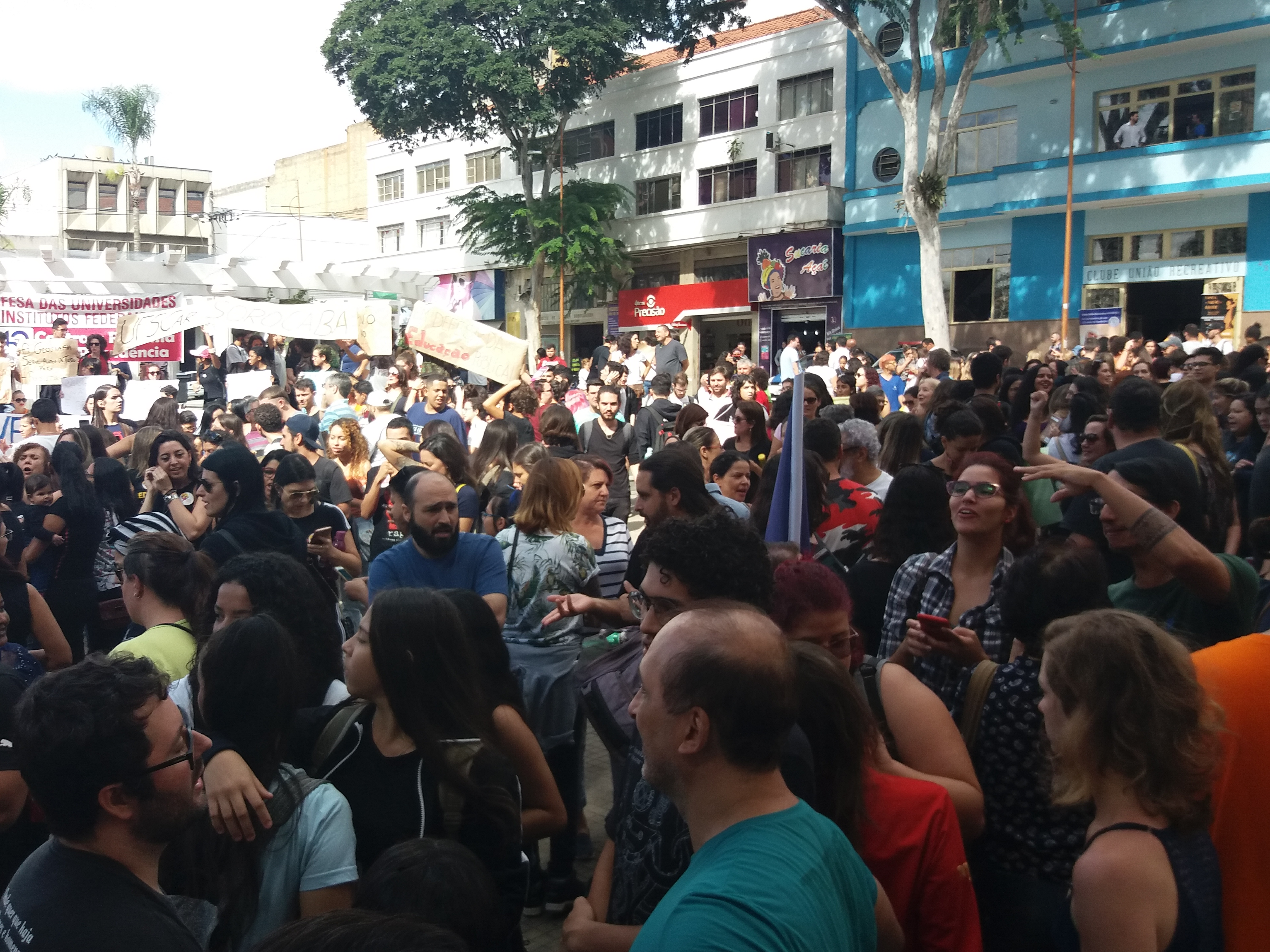
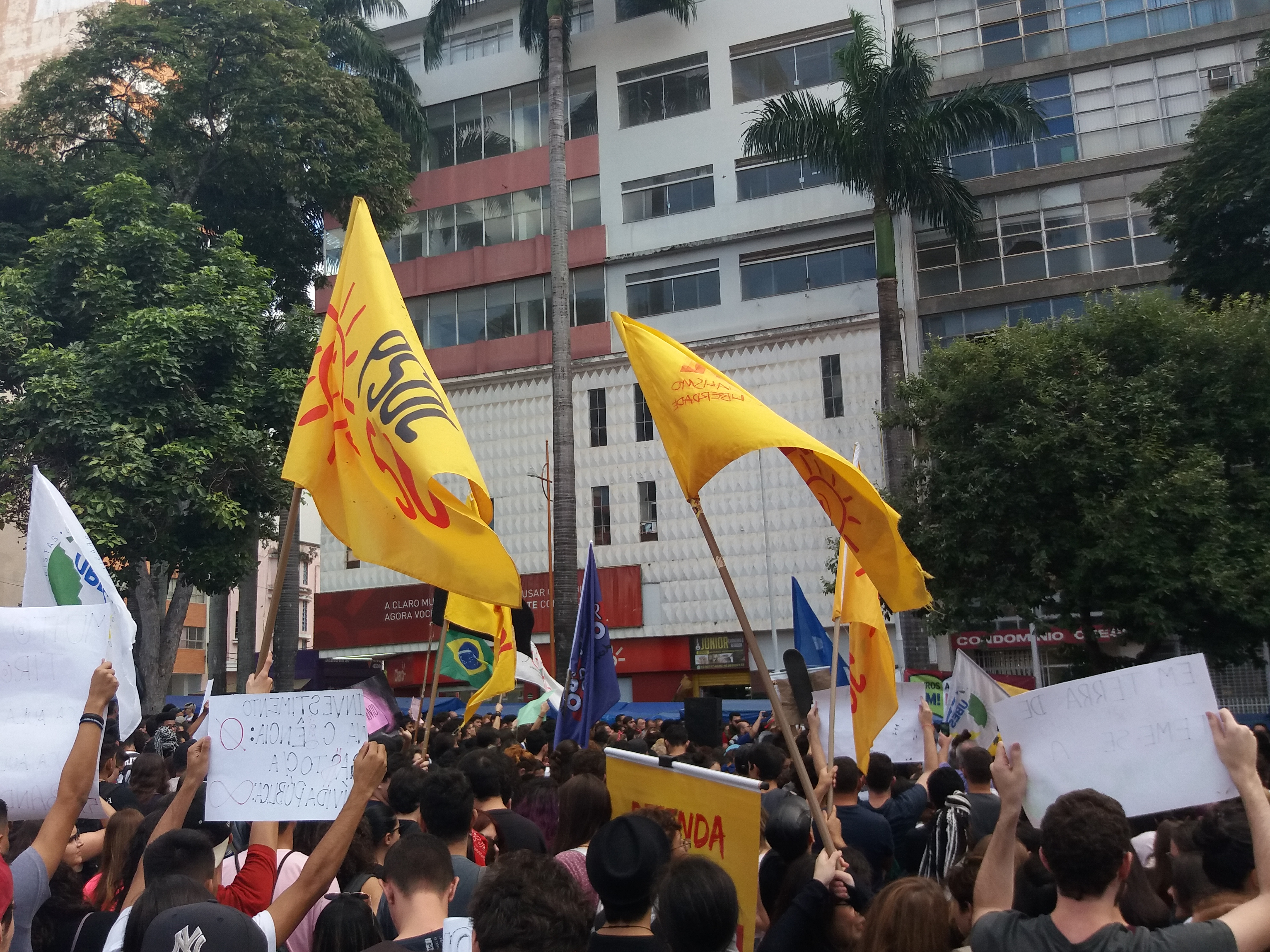
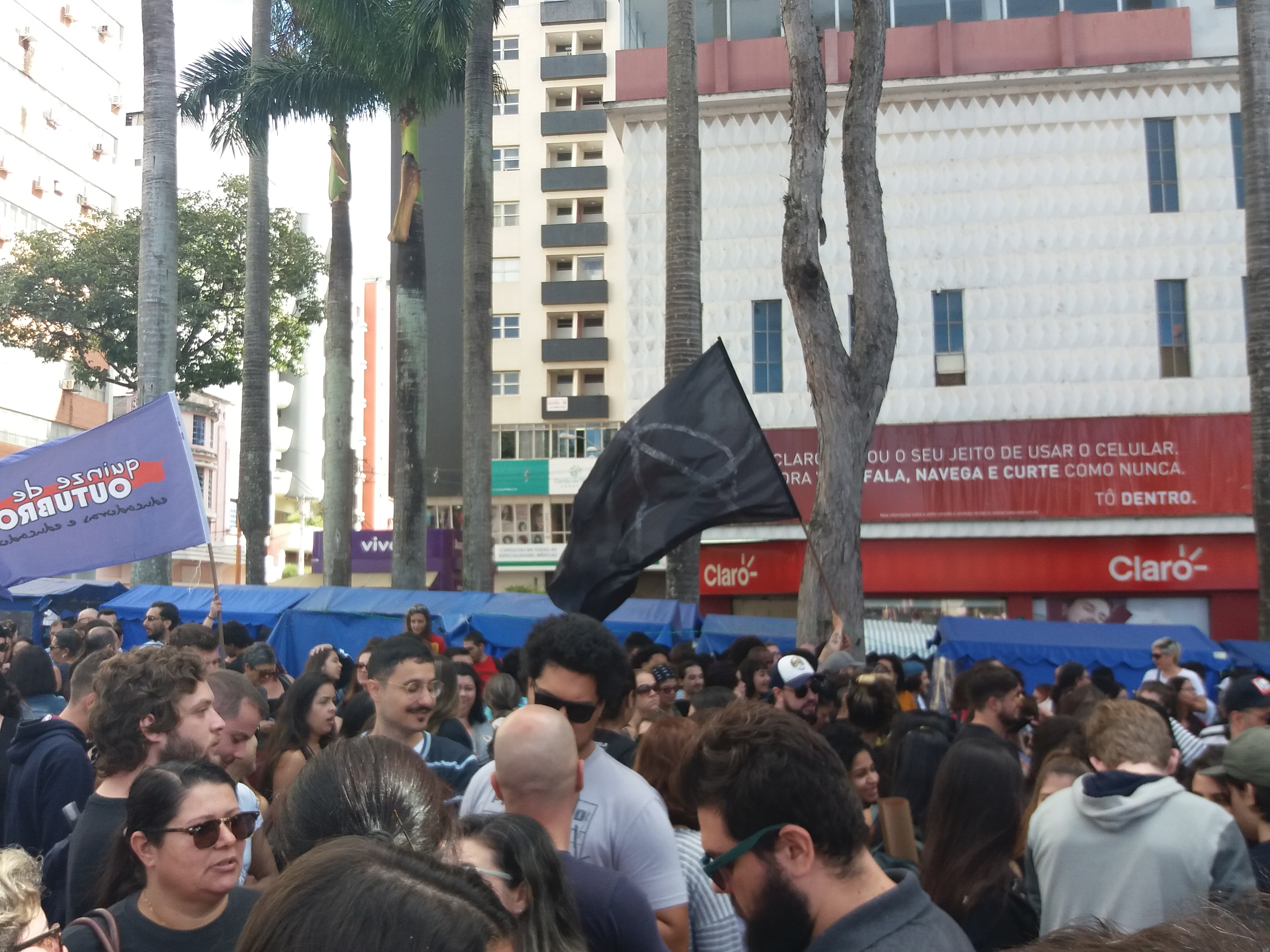

Sorocaba, São Paulo
Porto Alegre, Rio Grande do Sul
São Paulo, São Paulo
Bagé, Rio Grande do Sul